# Agonopterix seraphimella
Agonopterix seraphimella is een vlinder uit de familie grasmineermotten (Elachistidae). De wetenschappelijke naam is voor het eerst geldig gepubliceerd in 1929 door Lhomme.
De soort komt voor in Europa.